# Darabani
Darabani (udtale: daraˈbanʲ) er en by i distriktet Botoșani i Vest Moldavien, Rumænien. Den administrerer tre landsbyer: Bajura, Eșanca og Lișmănița. Byen har 11.948 (2021) indbyggere.

## Beliggenhed
Darabani ligger i det moldaviske lavland (Câmpia Moldovei)', på et plateau syd for floden Prut. Distriktets hovedstad Botoșani ligger ca. 50 km mod syd. Darabani er den nordligste by i Rumænien og grænser op til grænsetrekanten til Ukraine og Republikken Moldova.
Området danner rammen om Amazon Studios tv-serie fra 2019, Hanna og spiller en vigtig rolle i udviklingen af titelfiguren fra denne serie.